# C'est pas de l'amour

C'est pas de l'amour est un téléfilm français réalisé par Jérôme Cornuau, diffusé la première fois par France 2 le 5 février 2014. Ce téléfilm aborde le sujet des violences conjugales.

## Synopsis
Laëtitia, jeune mère au foyer, découvre que sa voisine, Hélène, est victime de harcèlement moral et physique de la part de son mari. Devant le déni d'Hélène, Laëtitia va tout faire pour la sauver des violences commises par un homme en apparence charmant.

## Fiche technique
- Titre : C'est pas de l'amour
- Réalisation : Jérôme Cornuau
- Scénario : Pascale Bailly
- Production : EuropaCorp Télévision
- Image : Stéphane Cami
- Costumes : Fabienne Katany
- Montage : Vincent Zuffranieri
- Pays :  France
- Durée : 87 minutes
- Genre : drame
- Diffusion : 5 février 2014 sur France 2 et rediffusion le 23 septembre 2015.

## Distribution
- Déborah François : Laëtitia
- Marie Guillard : Hélène
- Patrick Catalifo : Nicolas
- Ariane Ascaride : la bénévole
- Benjamin Bellecour : Marc
- Olivia Brunaux : présidente du tribunal
- Éric Théobald : Patrick
- Pierre-Alain Chapuis : le médecin
- Vincent Furic : l'avocat

## Distinctions
- Festival de la fiction TV de La Rochelle 2013[1] :
  - Prix de la meilleure réalisation pour Jérôme Cornuau
  - Prix de la meilleure actrice pour Marie Guillard
  - Label Poitou-Charentes